# Foreste di pianura di São Tomé, Príncipe e Annobón
Le foreste di pianura di São Tomé, Príncipe e Annobón sono un'ecoregione dell'ecozona afrotropicale, definita dal WWF (codice ecoregione: AT0127), che copre le isole di São Tomé e Príncipe, nonché quella di Annobón, appartenente alla Guinea Equatoriale. Forma, insieme alle ecoregioni delle foreste costiere di Cross-Sanaga-Bioko e delle foreste costiere equatoriali atlantiche, la regione denominata foreste costiere del Congo, inclusa nella lista Global 200.

## Territorio
Le tre isole sono vulcaniche e fanno parte della linea vulcanica del Camerun che si estende da Annobón a sud-ovest, attraverso le isole di São Tomé, Príncipe e Bioko, fin nell'entroterra con il monte Camerun e i vulcani degli altopiani del Camerun. Príncipe è l'isola più settentrionale, è situata in prossimità del continente africano ed ha una superficie di 128 km². São Tomé è l'isola più grande, con una superficie di circa 836 km², ed è situata a sud-ovest di Príncipe. Annobón (17 km²) è la più meridionale e si trova a notevole distanza dalla costa africana. Tutte e tre le isole sono montuose; l'altitudine massima è di 2024 m per São Tomé (Pico de São Tomé), 948 m per Príncipe (Pico do Príncipe) e 598 m per Annobón (Pico Quioveo). Príncipe è la più antica delle tre isole, e le sue rocce più vecchie risalgono a 31 milioni di anni fa. São Tomé ha 14 milioni di anni e Annobón 4,8. Nessuna di questa isole è mai stata connessa con la terraferma. Le isole Tinhosas sono due isolette rocciose prive di vegetazione situate 22 km a sud di Príncipe. Tinhosa Grande ha una superficie di 22 ettari e raggiunge i 56 m di altitudine, mentre Tinhosa Pequena ha una superficie di 3 ettari e un'altitudine di 65 m.

## Flora

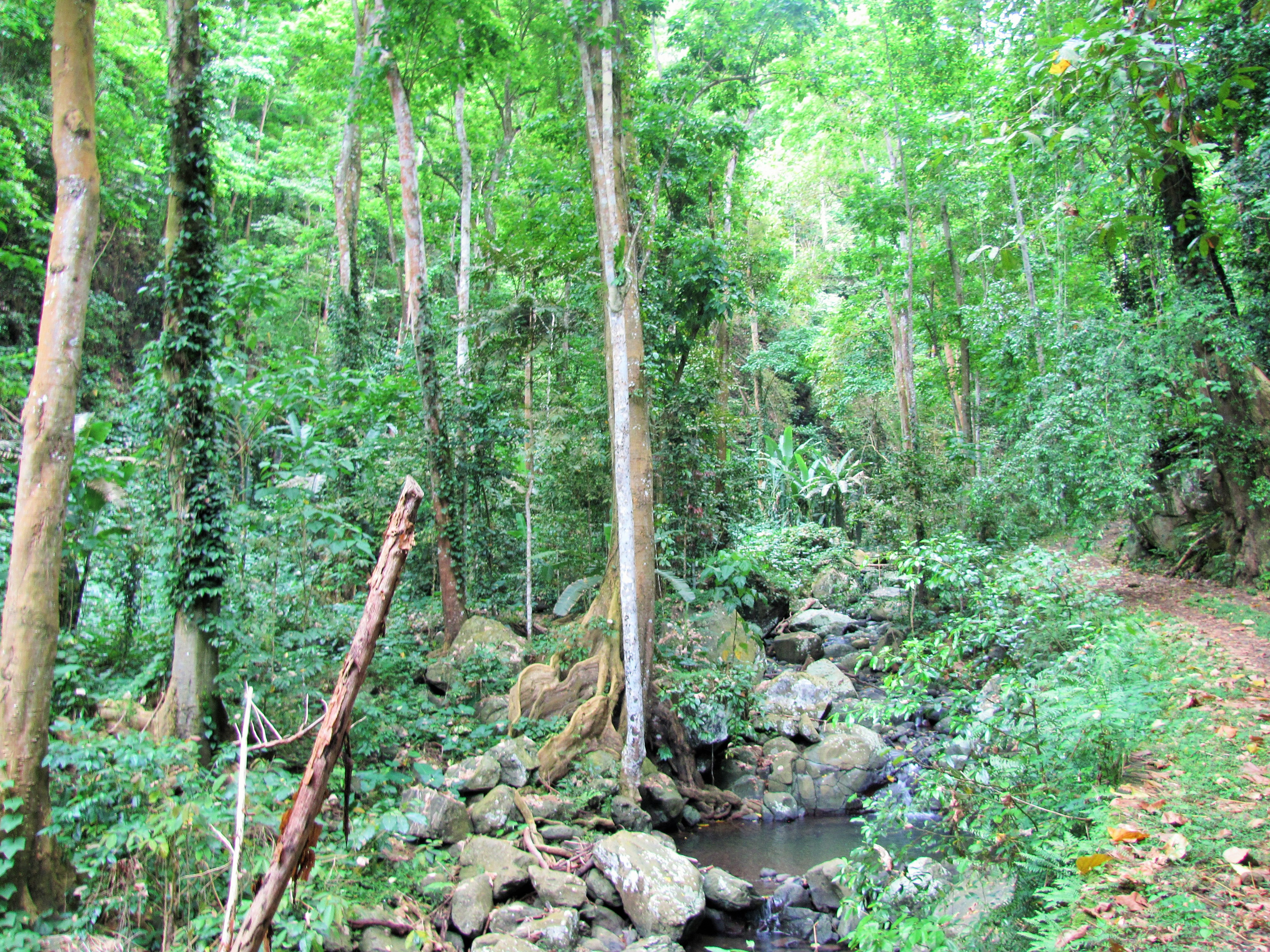
Sottobosco nella regione insulare

Originariamente le isole erano ricoperte di foreste, da quelle umide delle parti meridionali e sud-orientali, da dove giungono i venti prevalenti, a quelle secche delle parti settentrionali e orientali, dove le piogge sono molto scarse. A São Tomé, le foreste di pianura si estendono dal livello del mare fino agli 800 m di quota, le foreste di montagna tra gli 800 e i 1400 m, e le foreste nebulose al di sopra dei 1400 m. La fascia superiore delle foreste di montagna e le foreste nebulose ospitano piante caratteristiche della flora afroalpina, come Olea capensis, Syzygium guineense e Pauridiantha floribunda, e gli alberi endemici Afrocarpus mannii, Tabernaemontana stenosiphon, Homalium henriquesii, Croton stelluliferus, Polyscias quintasii e Craterispermum montanum.
Complessivamente, vi sono 37 specie di piante endemiche a Príncipe, 95 a São Tomé (assieme ad un genere endemico) e 20 ad Annobón. Solamente 16 di queste specie endemiche sono presenti su più di un'isola. Tra gli endemismi vi sono rubiacee, euforbiacee e orchidee, nonché begonie, tra le quali si incontrano alcuni esempi di gigantismo insulare, come Begonia crateris e Begonia baccata.

## Fauna

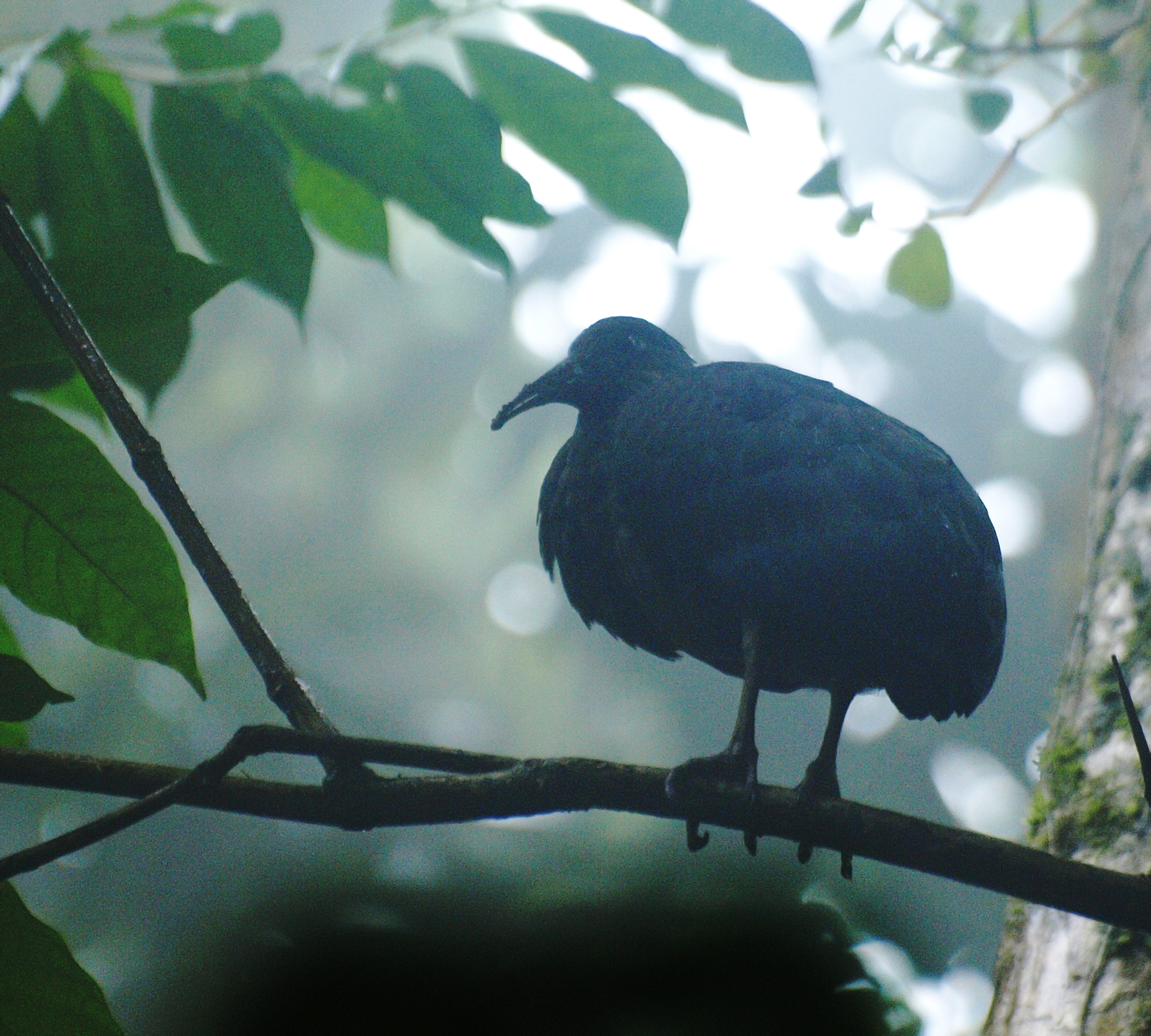
Esemplare di ibis di São Tomé (Bostrychia bocagei) nei boschi locali

Gli uccelli endemici sono numerosi. Essi sono: l'assiolo di São Tomé (Otus hartlaubi), il beccasemi di Príncipe (Crithagra rufobrunnea), il beccogrosso di São Tomé (Crithagra concolor), il beccolungo di Bocage (Amaurocichla bocagii), il fiscal di Newton (Lanius newtoni), l'ibis di São Tomé (Bostrychia bocagei), la nettarinia di Newton (Anabathmis newtonii), la nettarinia di Príncipe (Anabathmis hartlaubii), la nettarinia di São Tomé (Dreptes thomensis), l'occhialino di Annobón (Zosterops griseovirescens), l'occhialino di São Tomé (Zosterops ficedulinus), l'oriolo di São Tomé (Oriolus crassirostris), la prinia di São Tomé (Prinia molleri), il piccione nucabronzo di São Tomé (Columba malherbii), il piccione oliva di São Tomé (Columba thomensis), il piccione verde di São Tomé (Treron sanctithomae), il pigliamosche del paradiso di Annobón (Terpsiphone smithii), il pigliamosche del paradiso di São Tomé (Terpsiphone atrochalybeia), il pigliamosche di Dohrn (Horizorhinus dohrni), il rondone codaspinosa di São Tomé (Zoonavena thomensis), lo speirope di Príncipe (Zosterops leucophaeus), lo storno splendente di Príncipe (Lamprotornis ornatus), il tessitore di São Tomé (Ploceus sanctithomae), il tessitore dorato di Príncipe (Ploceus princeps), il tordo di Príncipe (Turdus xanthorhynchus) e il tordo olivaceo (Turdus olivaceofuscus).
Tra i pochissimi mammiferi indigeni vi sono tre specie endemiche: il toporagno di São Tomé (Crocidura thomensis) e due pipistrelli, Myonycteris brachycephala, l'unico mammifero con formula dentaria asimmatrica, e Chaerephon tomensis, scoperto alla fine del XX secolo.
Delle 24 specie di rettili presenti, solo 6 non sono endemiche, ed è inoltre possibile che siano state introdotte dall'uomo.
È presente un gran numero di endemismi anche in vari gruppi di invertebrati, come i lepidotteri e i gasteropodi terrestri.

## Conservazione
L'ecoregione è considerata vulnerabile: molte delle specie endemiche sono minacciate di estinzione a causa del ridotto numero di esemplari e dell'introduzione di specie straniere. La principale minaccia, tuttavia, è l'avanzata dei terreni agricoli. Si stima che rimangano solamente 240 km² di foresta primaria a São Tomé e 40 km² a Príncipe, anche se in molte aree sta ricrescendo una foresta di tipo secondario. Per quanto riguarda le aree protette, a São Tomé e Príncipe è presente il parco nazionale di Ôbo. L'isola di Annobón, invece, è interamente protetta.